# Лабинська республіка
45°05′34″ пн. ш. 14°07′13″ сх. д. / 45.092914° пн. ш. 14.120178° сх. д.
Лабинська республіка (хорв. Labinska republika, італ. Repubblica di Albona) — шахтарське самоуправління, встановлене в хорватському місті Лабин на півострові Істрія, яке на той момент входило в склад Італії. Проіснувало з 2 березня до 8 квітня 1921 р.

## Історія
У 1921 р. італійські фашисти напали і підпалили Робітничий дім в Трієсті, в якому знаходились представники профспілок шахтарів із Раші — містечка за 4,5 км на південний захід від Лабина. Ця акція викликала хвилю обурення серед двох тисяч лабинських шахтарів, які зайняли шахти і оголосили загальний страйк. Шахтарський комітет ухвалив рішення організувати загони «червоних вартових» для захисту від фашистів. 2 березня комітет проголосив Лабин республікою і вирішив налагодити самостійний вуглевидобуток та інші виробництва. Італійська влада вирішила придушити самопроголошену республіку силою і 8 квітня в місто були введені війська, (під час сутичок загинуло 2 шахтарі).
У місті Пула з 16 листопада до 3 грудня 1921 року проходив судовий процес. 52 шахтарі звинувачувались в окупації копальні, спротиву владі, встановленні радянського режиму. Однак адвокати успішно захистили звинувачуваних, і журі їх виправдало.